# Alexander Alexandrowitsch Petrenko
Alexander Alexandrowitsch Petrenko (russisch Александр Александрович Петренко; englisch Aleksandr Petrenko; * 8. Februar 1983 in Kaliningrad, RSFSR, Sowjetunion) ist ein ehemaliger russischer Leichtathlet, der sich auf den Dreisprung spezialisiert hat. Seinen größten Erfolg feierte er mit dem Gewinn der Bronzemedaille bei den Halleneuropameisterschaften 2005 in Madrid.

## Sportliche Laufbahn
Erste internationale Erfahrungen sammelte Alexander Petrenko im Jahr 2002, als er bei den Juniorenweltmeisterschaften in Kingston mit einer Weite von 16,22 m den vierten Platz belegte. 2005 gewann er bei den Halleneuropameisterschaften in Madrid mit 16,98 m die Bronzemedaille hinter seinem Landsmann Igor Spassowchodski und Mykola Sawolajnen aus der Ukraine. Im Juli gewann er dann bei den U23-Europameisterschaften in Erfurt mit 17,03 m die Silbermedaille hinter seinem Landsmann Alexander Sergejew, ehe er bei der Sommer-Universiade in Izmir mit 16,53 m den fünften Platz belegte. Im Jahr darauf gelangte er bei den Europameisterschaften in Göteborg mit 16,60 m auf den elften Platz und 2007 belegte er bei den Halleneuropameisterschaften in Birmingham mit 16,96 m den sechsten Platz. Im Sommer wurde er bei den Weltmeisterschaften in Osaka mit 16,66 m im Finale Zehnter und beim IAAF World Athletics Final in Stuttgart gelangte er mit 16,44 m den achten Platz. Im Jahr darauf nahm er an den Olympischen Sommerspielen in Peking teil und schied dort mit 16,97 m in der Qualifikationsrunde aus. 2012 beendete er dann seine aktive sportliche Karriere im Alter von 29 Jahren.
2007 wurde Petrenko russischer Meister im Dreisprung im Freien und in der Halle.